# Pseudochazara pelopea
Pseudochazara pelopea är en fjärilsart som beskrevs av Herrich-Schäffer 1852. Pseudochazara pelopea ingår i släktet Pseudochazara och familjen praktfjärilar. Inga underarter finns listade i Catalogue of Life.

## Bildgalleri

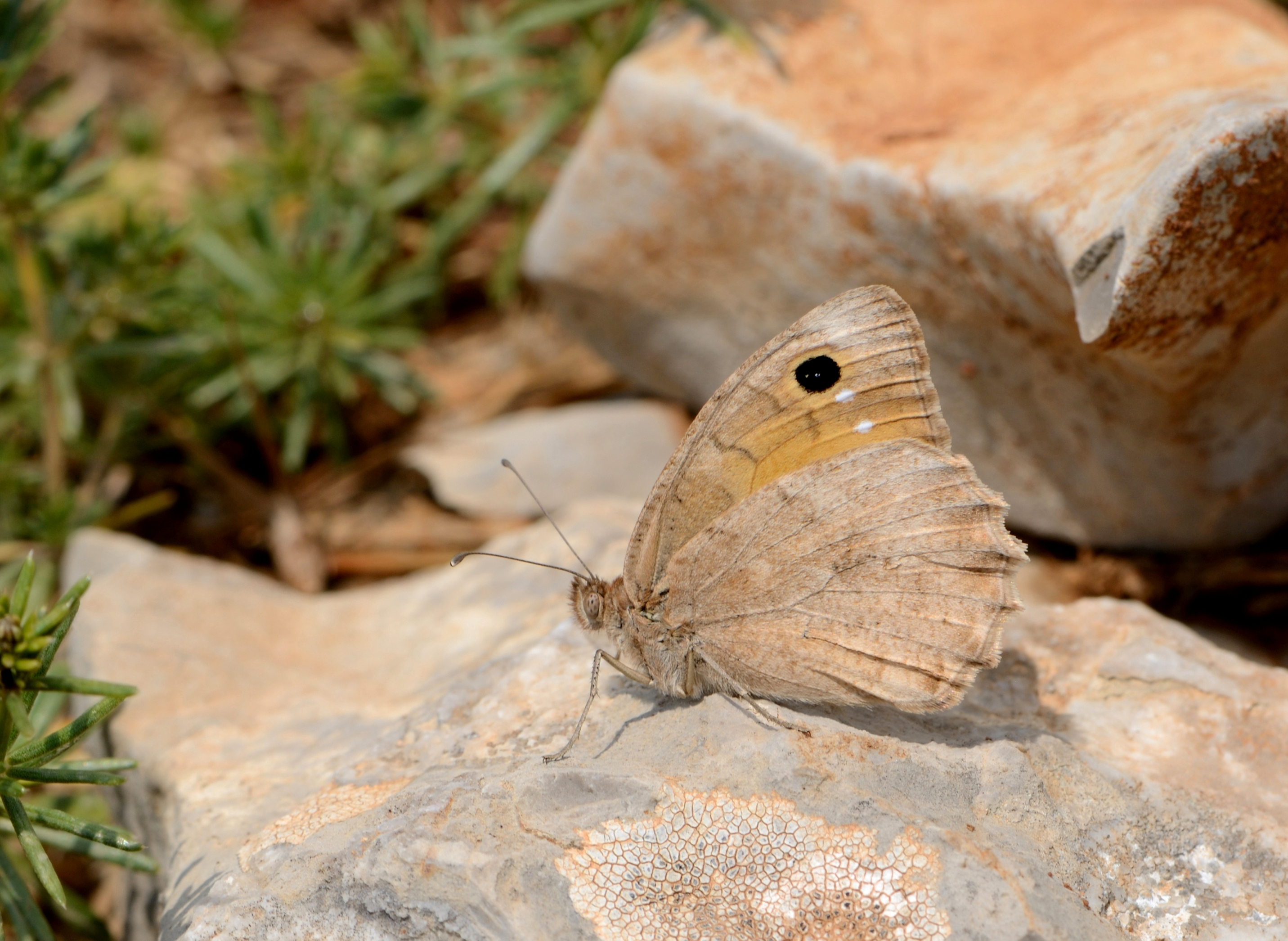